# 미쓰비시지쇼
미쓰비시 지쇼 주식회사 (일본어: 三菱地所株式会社, みつびしじしょ)는 일본의 부동산 회사이다. 종합 부동산 개발업자(developer)로써 매출로는 미쓰이부동산에 이어 업계 2위이다 (2013년 3월 결산 기준).

## 기업활동
미쓰비시 지소는 미쓰비시 그룹의 핵심기업 중의 하나이다. 구 미쓰비시 재벌이 개발한 도쿄역 주변의 다이마루유(大丸有) 지구(지요다구 오오테마치, 마루노우치, 유라쿠쵸를 일컫는다)에 30동 이상의 빌딩을 보유하고 있으며, 이 지역에 미쓰비시 도쿄 UFJ 은행이나 미쓰비시 상사, 미쓰비시 전기 등의 미쓰비시 그룹의 주요 회사들의 본사가 다수 집결해있다. 그렇기 때문에 마루노우치 일대는 '미쓰비시촌(三菱村)'라고 비유되는 경우도 있다. 또한 요코하마의 요코하마 미나토미라이 21의 개발에도 깊게 관여하고 있다. 1993년에는 요코하마 지구의 심볼이라고 불리는 요코하마 랜드마크 타워(빌딩 자체는 당시 일본 최고 높이)를 개업하였다.
현재는 앞에 기술한 것과 같이 다이마루유지 역에 1998년부터 2017년까지 20년 동안 총액 9,500억 일본 엔을 투자하여 고층빌딩을 재건축하는 도시재생 산업을 전개하고 있다. 업무, 상업, 문화 기능이 추가된 초고층빌딩을 재건축하는 것은, 거리 자체의 매력을 향상시키고 신규 빌딩과 기존 빌딩의 입주율, 임대료 등을 향상시키는 전략에 근거한다. 벌써 제1단계로 1998년부터 2007년에 걸쳐 마루노우치 빌딩(줄여 丸ビル), 일본공업구락부회관, 미쓰비시 UFJ 신탁은행 본점 빌딩, 마루노우치 오아조, 동경빌딩, 신마루노우치 빌딩, 페닌슐라 호텔 도쿄(The Peninsula Tokyo), 총 여섯 동을 새롭게 오픈했다.
2008년부터 2017년까지는 제2단계로, 7~8동의 건물 재건축을 예정하고 있다. 2009년에는 제2단계 제1탄으로 마루노우치 파크빌딩과 고가빌딩(古河ビル), 마루노우치 야에스빌딩(丸ノ内八重洲ビル), 미쓰비시 상사 빌딩(三菱商事ビル 세 건물의 전반적인 재건축 계획을 기반으로 한 미쓰비시 일호관이 완성되었으며, 2012년 1월부터 제2탄으로 마루노우치 1-4 구역의 계획으로 도쿄은행빌딩 제3관을 재건축한 마루노우치 이이요 빌딩(丸の内永楽ビルディング)이 완성되었다. 2012년 10월에는 제3탄으로 오오테마치 파이낸셜시티(大手町フィナンシャルシティ)의 북동과 서동을 준공하였다. 또한 제2단계 제4탄으로 2016년 리소나・마루하마 빌딩(りそな・マルハビル)과 도쿄 미쓰비시 UFJ 은행 오오테마치 빌딩의 재건축 준공을 예정으로 하고 있다. 제5탄으로는 2017년 후지빌딩(富士ビル), 도쿄회관빌딩(東京會舘ビル), 도쿄상공회의소빌딩(東京商工会議所) 세 동의 전반적인 재건축을, 제6탄으로는 '오오테마치 연쇄형 도시재생 프로젝트' 제3차 사업이 2016년도 내 준공을 예정하고 있다.
주택사업으로는 그룹회사인 미쓰비시 레지던스(三菱地所レジデンス)가가 '더 파크하우스'라는 브랜드명으로 분양 맨션 사업을 주체로 사업을 전개해나가고 있다. 이외에 센다이시의 이즈미 파크타운(泉パークタウン)으로 대표되는 교외 뉴타운 개발에도 많은 실적을 올리고 있다. 미쓰비시 레지던스는 2011년 일본 전국 분양 맨션 공급 호수 순위 1위(5,331호)이다. 최근에는 부동산증권화(Real estate investing)를 활용한 임대 맨션(브랜드명 '파크 하비오') 사업도 적극적으로 전개해나가고 있다.
또한 2000년대부터 상업시설의 개발, 운영에도 주력하고 있는데 마루노우치 지역의 상업화나 아울렛(그룹회사인 미쓰비시 지소 사이몬(三菱地所・サイモン)이 '프리미엄 아울렛'이라는 브랜드명으로 전개 중) 개발을 적극적으로 진행해나가고 있다. 2012년에는 상업시설의 새로운 기간(基幹) 브랜드 명칭 마크 이즈(MARK IS, マークイズ)를 발족하고 제1탄으로 2013년 4월에 시즈오카시 아오이 구(葵区)에 'MARK IS 시즈오카(MARK IS 静岡)'를, 2013년 6월에는 가나가와현 요코하마시에 'MARK IS 미나토미라이(MARK IS みなとみらい)'를 개업하였다. 오사카 최호의 일등 지역으로 일컬어지는 오사카역 키타 지구(北地区) (통칭 '기타야도(北ヤード)', '우메키타(うめきた)')의 선행개발지역 (그랜 프론트 오사카(グランフロント大阪))의 대표사업자로 낙찰되어 2013년 4월에 개장하였다. 고급 호텔 체인인 '로열 파크 호텔즈(ロイヤルパークホテルズ)' 운영에도 관여하고 있다.